# 好きなオトコと別れたい
『好きなオトコと別れたい』（すきなおとことわかれたい）は、藤緒あいによる日本の漫画作品。デジタルコミック誌『comic tint』（講談社）にて、vol.24からvol.52まで連載された。vol.70（2024年2月2日発売）からは番外編が連載されている。
2024年4月より、テレビ東京系にてテレビドラマが放送された。

## 書誌情報
- 藤緒あい 『好きなオトコと別れたい』 講談社〈BE LOVE KC〉、全6巻
  1. 2024年2月13日発売[5][講 1]、ISBN 978-4-06-534676-1
  2. 2024年2月13日発売[5][講 2]、ISBN 978-4-06-534677-8
  3. 2024年3月13日発売[講 3]、ISBN 978-4-06-534898-7
  4. 2024年3月13日発売[講 4]、ISBN 978-4-06-534903-8
  5. 2024年4月12日発売[講 5]、ISBN 978-4-06-535230-4
  6. 2024年5月13日発売[講 6]、ISBN 978-4-06-535571-8

## テレビドラマ
2024年4月4日（3日深夜）から6月20日（19日深夜）までテレビ東京系「ドラマNEXT」枠で放送された。主演は堀田茜。

### キャスト

#### 主要人物
白石郁子（しらいし いくこ）〈29〉
演 - 堀田茜（幼少期：馬込瑚子）
アドカラーエージェンシー勤務の会社員。将来に不安を感じ始めるが、ダメ男の浩次となかなか別れられない。
黒川浩次（くろかわ ひろじ）〈34〉
演 - 毎熊克哉（幼少期：太田翔真、青年期：野正陸斗）
郁子の部屋に居候する仕事の続かないダメ男。元高校球児。ダメ男なのになぜか人を惹きつける魅力がある。

#### 周辺人物
青山大翔〈27〉
演 - 木村慧人（FANTASTICS）
海外赴任から戻ってきた郁子の同僚。仕事ができてイケメンのハイスぺ男子。
黄田ナナ〈25〉
演 - 紺野彩夏
郁子の同僚。バンドマンのイチと付き合っている。美人で優秀な郁子がダメ男と付き合っていることを憂えている。大翔と郁子をくっつけたいと思っている。
イチ〈25〉
演 - 柏木悠（超特急）
バンドマンでナナの彼氏。
しのぶ〈34〉
演 - 相田周二（三四郎）
バー「しのぶ」のママ。浩次の少年野球時代からの友人。郁子に追い出される度やってくる浩次に困っている。
白石春子〈80〉
演 - 田島令子
郁子の祖母。

#### その他
社員
演 - 秋山一史、楠陸、小野里茉莉、笹森瑠美、梶原翔、篠原孝文、神谷勇希、仲村彩
アドカラーエージェンシー社員。

#### ゲスト

##### 第1話
浩次の父
演 - 安部賢一（第3話・第4話・最終話）

##### 第2話
赤井フジコ
演 - 外海多伽子（第8話）
郁子のご近所さん。浩次に網戸の張替えや買い物の手伝いをしてもらい、お礼を持ってくる。
ハイエナ女子
演 - 倉持聖菜（最終回）、朝木ちひろ（最終話）、中﨑絵梨奈（最終話）
青山を狙うアドカラーエージェンシーの若手女子社員。

##### 第3話
梅金
演 - 岩男海史（第4話・第6話・最終話）
ハローワーク世田谷職員。仕事を探しに来た浩次となぜか仲良くなる。
マツシマ
演 - 佐々木修二（最終話）
ハローワークに仕事を探しに来ている男性。
中華料理屋店員
演 - 渡辺喜子

野球少年
演 - 末次寿樹（第8話）、戸井田竜空（第8話）、将馬（第8話）、末永陽（第8話）

##### 第4話
コンビニ店員
演 - 沖山翔也

テラダ製菓 社員
演 - 阿部賢一
郁子の取引先の担当者。

##### 第5話
優美
演 - 戸簾愛

優美の母
演 - 桜川博子

##### 第6話
カズマ(金村和真)
演 - 野村康太（第7話・第9話 - 最終話）
ナナが大学2年の時に1ヶ月だけ付き合った元カレ。超一流商社 岩友商事の営業マン。婚活している。
求職者
演 - 原田鮎歌
ハローワーク世田谷で仕事を探している女性。

##### 第7話
上司
演 - ドロンズ石本（第8話）
浩次が就職したハピアット不動産の上司。契約が取れない浩次に嫌味を言う。
社員
演 - 木口健太（第8話）
ハピアット不動産の先輩社員。割り切った方が楽になると浩次に忠告する。
社員
演 - 比佐仁（第8話）
ハピアット不動産の先輩社員。営業成績が振るわず、上司からパワハラを受けている。
新入社員
演 - 角井楓真
Barしのぶの前を横切る新入社員。
- 池畑暢平（第9話）

##### 第10話
林家彦三
演 - 本人
郁子たちが木馬亭で見る落語の噺家。
スタッフ
演 - 麗良
ナナたちがウェディングドレスを選びに行った店のスタッフ。

##### 第11話
会社員
演 - 荒木聡

酔っ払い客
演 - 白山修
浩次が青山に誘われて行った居酒屋の客。かなり酔っていたため、心配した浩次に家まで送ってもらう。

### スタッフ
- 原作 - 藤緒あい『好きなオトコと別れたい』（講談社「comic tint」所載）[4][9]
- 脚本 - 川﨑いづみ[4][9]
- オープニング主題歌 - Penthouse「我愛你」（Victor Entertainment, Inc.）[9]
- エンディング主題歌 - PSYCHIC FEVER「Pinky Swear」（LDH Records）[34]
- 監督 - 湯浅弘章、田口桂、松浦健志[4][9]
- プロデューサー - 山鹿達也（テレビ東京）、清水俊雄（テレビ東京）、三浦和佳奈（大映テレビ）[4][9]
- 制作 - テレビ東京、大映テレビ[4][9]
- 製作著作 - 「好きなオトコと別れたい」製作委員会[4][9]

### 放送日程
| 各話   | 放送日  | サブタイトル            | 監督     |
| ------ | ------- | ----------------------- | -------- |
| 第1話  | 4月04日 | 別れられないオトコ      | 湯浅弘章 |
| 第2話  | 4月11日 | 俺と真逆のオトコ        | 湯浅弘章 |
| 第3話  | 4月18日 | 子供みたいなオトコ      | 田口桂   |
| 第4話  | 4月25日 | 年下からのプロポーズ    | 田口桂   |
| 第5話  | 5月02日 | 優しすぎるオトコ        | 湯浅弘章 |
| 第6話  | 5月09日 | もっと好きになっていい? | 湯浅弘章 |
| 第7話  | 5月16日 | サラバ愛しのダメオトコ  | 松浦健志 |
| 第8話  | 5月23日 | さよなら、郁ちゃん      | 松浦健志 |
| 第9話  | 5月30日 | もう、待たない          | 田口桂   |
| 第10話 | 6月06日 | 試しに、僕と            | 田口桂   |
| 第11話 | 6月13日 | 好きなオトコの本音      | 湯浅弘章 |
| 最終話 | 6月20日 | 好きなオトコと別れたい  | 湯浅弘章 |

### 放送局
| 放送期間               | 放送時間         | 放送局         | 対象地域       | 備考   |
| ---------------------- | ---------------- | -------------- | -------------- | ------ |
| 2024年4月4日 - 6月20日 | 木曜 0:30 - 1:00 | テレビ東京     | 関東広域圏     | 製作局 |
|                        |                  | テレビ大阪     | 大阪府         |        |
|                        |                  | テレビ愛知     | 愛知県         |        |
|                        |                  | テレビせとうち | 岡山県・香川県 |        |
|                        |                  | テレビ北海道   | 北海道         |        |
|                        |                  | TVQ九州放送    | 福岡県         |        |
| 2024年7月5日 - 9月20日 | 金曜 0:00 - 0:30 | BSテレ東       | 全国           |        |

### ネット配信
| 配信開始月 | 配信サイト     | 配信料金     | 備考                                |
| ---------- | -------------- | ------------ | ----------------------------------- |
| 2024年3月  | U-NEXT         | 定額制有料   | 同月27日の21:00より、一週先行配信。 |
| 2024年4月  | ネットもテレ東 | 広告付き無料 | 見逃し配信                          |
| 2024年4月  | TVer           | 広告付き無料 | 見逃し配信                          |

| テレビ東京系 ドラマNEXT                     | テレビ東京系 ドラマNEXT                           | テレビ東京系 ドラマNEXT                       |
| 前番組                                      | 番組名                                            | 次番組                                        |
| ------------------------------------------- | ------------------------------------------------- | --------------------------------------------- |
| パティスリーMON （2024年1月11日 - 3月28日） | 好きなオトコと別れたい （2024年4月4日 - 6月20日） | ひだまりが聴こえる （2024年7月4日 - 9月19日） |

### 講談社コミックプラス
以下の出典は講談社コミックプラス（講談社）内のページ。書誌情報の発売日の出典としている。
1. ↑  “『好きなオトコと別れたい（１）』（藤緒　あい）”. 講談社コミックプラス.   講談社. 2024年3月19日閲覧。
2. ↑  “『好きなオトコと別れたい（２）』（藤緒　あい）”. 講談社コミックプラス.   講談社. 2024年3月19日閲覧。
3. ↑  “『好きなオトコと別れたい（３）』（藤緒　あい）”. 講談社コミックプラス.   講談社. 2024年3月19日閲覧。
4. ↑  “『好きなオトコと別れたい（４）』（藤緒　あい）”. 講談社コミックプラス.   講談社. 2024年3月19日閲覧。
5. ↑  “『好きなオトコと別れたい（5）』（藤緒 あい）”. 講談社コミックプラス.   講談社. 2024年4月13日閲覧。
6. ↑  “『好きなオトコと別れたい（6）』（藤緒 あい）”. 講談社コミックプラス.   講談社. 2024年5月13日閲覧。